# دیوید سوازو
دیوید سوازو (اسپانیایی: David Suazo‎؛ زادهٔ ۵ نوامبر ۱۹۷۹) یک بازیکن فوتبال اهل هندوراس است.
وی همچنین در تیم ملی فوتبال هندوراس بازی کرده‌است.